# Peter Ruzicka
Peter Ruzicka (ur. 3 lipca 1948 w Düsseldorfie) – niemiecki kompozytor, dyrygent i menedżer muzyczny.

## Życiorys
W latach 1963–1968 uczył się gry na fortepianie i oboju oraz kompozycji w konserwatorium w Hamburgu. Od 1968 do 1976 roku studiował prawo i muzykologię na uniwersytetach w Monachium, Hamburgu i Berlinie, w 1977 roku uzyskując doktorat na podstawie pracy o prawie autorskim. Komponować zaczął pod koniec lat 60. XX wieku, początkowo pozostając pod wpływem stylistyki Hansa Wernera Henzego. W latach 1979–1987 był intendentem Radio-Symphonie-Orchester w Berlinie Zachodnim. Od 1988 do 1997 roku pełnił funkcję dyrektora opery w Hamburgu. Od 1990 roku jest profesorem zarządzania kulturą w hamburskiej Wyższej Szkole Muzyki i Teatru. Doradca artystyczny Koninklijk Concertgebouworkest w Amsterdamie (od 1997) i Münchener Biennale (od 1996). W 1999 roku został prezesem Bayerische Theaterakademie w Monachium, a w 2001 roku dyrektorem artystycznym festiwalu w Salzburgu.
Członek monachijskiej Bayerische Akademie der Schönen Künste (od 1985) i hamburskiej Freie Akademie der Künste (od 1987). Laureat nagrody artystycznej miasta Stuttgartu (1969).

## Wybrane kompozycje
(na podstawie materiałów źródłowych)

### Utwory orkiestrowe
- Antifone-Strofe na 25 instrumentów smyczkowych solo i perkusję (1970)
- Metastrofe na 87 instrumentów (1971)
- In processo di tempo na 26 instrumentów i wiolonczelę (1971)
- Feed Black na 4 grupy orkiestrowe (1972)
- Torso (1973)
- Versuch na smyczki (1974)
- Befragung (1974)
- Emanazione na flet i 4 grupy orkiestrowe (1975)
- Einblendungen (1977)
- Abbrüche (1978)
- Anhärung und Stille na fortepian i 42 instrumenty smyczkowe (1981)
- ...den Impuls zum Weitersprechen erst empfinge na altówkę i orkiestrę (1981)
- Satyagraha (1984)
- Fünf Bruchstücke (1987)
- Metamorphosen über ein Klangfeld von Joseph Haydn (1990)
- ...das Gesegnete, das Verfluchte (1991)
- Nachstück (1997)
- ...Vorgefühle (1998)

### Utwory kameralne
- Drei Szenen na klarnet (1967)
- Ausgeweidet die Zeit na fortepian (1969)
- Sonata na wiolonczelę solo (1969)
- 4 kwartety smyczkowe (I 1970, II 1970, III 1992, IV na kwartet smyczkowy i recytatora 1996)
- Movimenti na klawesyn (1970)
- Stress na 8 grup perkusyjnych (1972)
- Zeit na organy (1975)
- Z-Zeit na organy (1975)
- Stille na wiolonczelę (1976)
- Seboniana na wykonawcę grającego na 3 fletach (1979)
- Préludes na fortepian (1987)
- Klangschatten na kwartet smyczkowy (1991)

### Utwory wokalno-instrumentalne
- Esta Noche na alt lub tenora, flet, rożek angielski, altówkę i wiolonczelę (1967)
- Todesfuge na alt, recytatora, zespół kameralny i taśmę (1969)
- Elis na mezzosopran, obój lub obój miłosny i orkiestrę (1969)
- Sinfonia na 25 instrumentów smyczkowych solo, 16 wokalistów i perkusję (1971, zrewid. 1974)
- ...der die Gesänge zerschlug na baryton i zespół kameralny (1985)
- Vier Gesänge nach Fragmenten von Nietzsche na mezzosopran i fortepian (1992)
- ...Inseln, randlos... na skrzypce, chór kameralny i orkiestrę (1995)
- Sechs Gesänge nach Fragmenten von Nietzsche na mezzosopran i orkiestrę (1997)
- Die Sonne sinkt na mezzosopran lub baryton i orkiestrę (1997)
- Recherche na chór i orkiestrę (1998)

### Utwory sceniczne
- teatr muzyczny Outside-Inside (wyst. Augsburg 1972)
- opera Celan (wyst. Drezno 2001)

### Inne
- DE.../MUSAC na zespół werbalny (1971)
- Bewegung na taśmę (1972)